# Megachile apennina
Megachile apennina är en biart som beskrevs av Raymond Benoist 1940. Megachile apennina ingår i släktet tapetserarbin, och familjen buksamlarbin. Inga underarter finns listade i Catalogue of Life.